# Mythenteles freidbergi
Mythenteles freidbergi is een vliegensoort uit de familie van de Mythicomyiidae. De wetenschappelijke naam van de soort werd voor het eerst geldig gepubliceerd in 2003 door Evenhuis.